# 吳興國
吳興國（1953年4月12日—），生於高雄市旗津區，原名吳國秋，台灣演員、劇作家、導演；當代傳奇劇場藝術總監；乃少數橫跨電影、電視、傳統戲曲、現代劇場以及舞蹈之表演藝術家。吳興國目前於國立台灣藝術大學表演藝術研究所專任教授；曾獲美國傅爾·布萊特獎學金、亞洲文化協會獎學金赴紐約大學戲劇研究所選修理查·謝喜納環境劇場課程。
吳曾經榮獲金馬獎最佳男主角提名和香港電影金像獎最佳男主角提名，并連續三度獲得國軍文藝金像獎最佳生角獎以及香港電影金像獎最佳新演員；2011年獲法蘭西藝術與文學勳章騎士勳位（Chevalier）。電影代表作有：《十八》、《誘僧》、《青蛇》、《賭神2》、《宋家皇朝》、《特務迷城》等。電視劇《逆局》

## 生平

### 早年經歷
復興劇校坐科八年期間，吳專攻武生，因成績優異保送中國文化大學戲劇系；就讀文化大學期間加入雲門舞集，開啟對當代表演藝術的初步探索，期間曾演出《白蛇傳》、《奇冤報》等。1980年，參與雲門舞集歐洲巡演，90日演出73場。

### 拜師周正榮
1978年，吳退伍之後即加入中華民國陸軍陸光國劇隊，拜師台灣四大老生之一的周正榮，由武生跨行文武老生，傳習劇目：四郎探母、打棍出箱、龍鳳閣、擊鼓罵曹、黃忠帶箭、戰太平、將相和、鳳鳴闕、馬鞍山、截江奪斗等。1989年，他與老師最後一次合演《馬陵道》。
吳興國拜師後，並沒有潛心問藝，反而將心力皆投入於結合西方舞台劇以及舞蹈。周正榮對藝術要求甚嚴，不滿此華而不實的作法，師徒二人衝突日多，隨即將吳興國逐出師門，此後至死不曾與吳聯絡。
於2008年起，吳興國以『梨園傳奇』、『傳奇風雅』為主題，在台灣劇場演出傳統劇目。2009年搬演周正榮生前之拿手戲<問樵鬧府>，但被廣泛認為毫無周正榮之神韻。
雖然吳興國之妻子曾說：『如果沒有周正榮老師的教導，就沒有當代傳奇劇場創新的養分和文化底蘊。』，但其本人卻在受節目專訪時無奈表示當初是周正榮主動要他拜師學藝。

### 創立劇團
1986年吳興國結合一群青年京劇演員，創立「當代傳奇劇場」，導演及主演多齣融合舞台劇及京劇的作品。創團作品《慾望城國》改編自莎士比亞四大悲劇之一的《馬克白》，多次受邀於國際藝術節與各國劇院演出，包括英國皇家劇院、法國亞維儂藝術節、美國史帕雷多藝術節等；爾後，共創作了六齣自西方莎士比亞與希臘悲劇改編的戲劇作品，致力於傳統戲曲藝術發展與創新。

### 劇場歷練
2001年當代傳奇劇場復團作品《李爾在此》，吳興國一人飾演十角，跨越生、旦、淨、丑、行當，該劇頻受國際邀約，足跡遍及法國、德國、丹麥、捷克、英國、美國、日本、韓國、新加坡、香港、澳門等地。
2004-05跨年度和導演徐克合作舞台戲曲《暴風雨》。
2005年執導、主演諾貝爾文學獎得主－塞缪尔·贝克特作品《等待果陀》。
2006年吳興國所創辦之當代傳奇劇場慶祝成立20周年，重製重演了東方莎士比亞系列-《慾望城國》、《李爾在此》、《暴風雨》等三部作品。該年12月吳興國個人受邀至紐約大都會歌劇院，與男高音多明哥同台演出歌劇《秦始皇》，飾演陰陽師。
2007年7月則應邀以《霸王別姬》與《李爾在此》參加林肯藝術中心新季開幕演出。同年10月協同編劇張大春、作曲周華健共創電音搖滾京劇《水滸108》（導演）；同年12月則與崑曲演員錢熠攜手演出崑曲風新歌劇《夢蝶》（導演、男主角），入圍2007台新藝術獎年度十大表演藝術節目。
2008年4月赴美國史丹佛大學泛亞音樂節演出《夢蝶》音樂會，5月再度受邀至紐約演出《秦始皇》，7月率團赴澳洲布里斯本藝術節演出《慾望城國》；7-8月參與台積心築藝術節演出《王妃之夜》、《李爾在此》；10月應香港新視野藝術節之邀演出《暴風雨》、11-12月重新製作《樓蘭女》，於港中台巡演。
2009年3月應澳洲塔斯曼尼亞州十日藝術節之邀，前往演出《李爾在此》；6月應法國ARTA之邀，前往從事等待果陀工作坊教學，並於教學結束後於陽光劇團演出。9月率團前往韓國國家劇院演出《暴風雨》；10月將於台北國家戲劇院演出《梨園傳奇》。同年11月，受邀前往法國諾曼地演出《李爾在此》。
吳興國曾赴英國皇家國家劇院、法國亞維儂藝術節教庭大劇院，巴黎夏日藝術節、歐洲文化首都藝術節、西班牙聖地牙哥藝術節、香港藝術節、新加坡藝術節，韓國國家劇院，澳門藝術節、丹麥歐丁劇場四十週年慶，美國史帕雷多藝術節、林肯中心藝術節等表演活動演出，還曾至日本東京、大阪、神戶巡演。

## 導演作品
- 《慾望城國》
- 《王子復仇記》
- 《陰陽河》
- 《無限江山》
- 《樓蘭女》
- 《奧瑞斯提亞》
- 《李爾在此》
- 《金烏藏嬌》
- 《兄妹串戲》
- 《暴風雨》
- 《等待果陀》
- 《水滸108》
- 《夢蝶》
- 《水滸108II-忠義堂》
- 《水滸108之終極英雄-蕩寇誌》

## 演出作品

### 舞臺劇

#### 傳統戲曲
- 《四郎探母》
- 《林沖》
- 《秦瓊》
- 《十老安劉》
- 《大伐東吳》
- 《霸王別姬》

#### 新編戲曲
- 《淝水之戰》
- 《袁崇煥》
- 《通濟橋》
- 《屈原》
- 《阿Q正傳》
- 《羅生門》
- 《八月雪》
- 《李世民與魏徵》
- 《慾望城國》
- 《王子復仇記》
- 《陰陽河》
- 《無限江山》
- 《樓蘭女》
- 《奧瑞斯提亞》
- 《李爾在此》
- 《金烏藏嬌》
- 《兄妹串戲》
- 《暴風雨》
- 《等待果陀》
- 《水滸108》
- 《夢蝶》
- 《水滸108II-忠義堂》
- 《水滸108之終極英雄-蕩寇誌》
- 《仲夏夜之夢》

#### 歌劇
- 《秦始皇》
- 《女神西王母》

### 電影
- 《十八》
- 《誘僧》……石彥生
- 《青蛇》……許仙
- 《賭神２》……仇笑痴
- 《省港一號通緝犯》……王軍
- 《西楚霸王》……虞子期
- 《新上海灘》……馮敬堯
- 《等愛的女人》……Dickson
- 《94獨臂刀之情》……汪寧/白寧
- 《宋家皇朝》……蔣介石
- 《天有眼》……衛湘生
- 《特務迷城》……單于
- 《誰主沈浮》……蔣介石
- 《麵引子》……孫厚成
- 《愛在廊橋》……林長天
- 《封神第二部：战火西岐》……闻仲
- 《射鵰英雄傳：俠之大者》……一燈大師

### 電視劇

#### 臺劇
- 《情劍山河》
- 《總統的故事》
- 《烽火中國》
- 《假期》
- 《老虎的溫柔》
- 《失戀高跟鞋》
- 《逆局》……穆雪松

#### 中國大陸劇
- 2000《天命姻緣》
- 2001《危險遊戲》
- 2002《陸小鳳傳奇之決戰前後》
- 2006《長恨歌》

### 舞蹈
- 「雲門舞集」：《白蛇傳》、《奇冤報》、《烏龍院》、《寒食》。
- 「太古踏舞團」：《世紀末神話》、《生之曼陀羅》、《詩與花的獨言》、《飛天》。

## 榮譽

### 中华民国勋章奖章
- 二等景星勋章（2015年11月12日于台北总统府颁授[3]）

## 獎項紀錄
| 年度 | 頒獎單位             | 獎項                 | 作品         | 結果 |
| 1993 | 第30屆金馬獎         | 最佳男主角           | 《誘僧》     | 提名 |
| 1994 | 第13屆香港電影金像獎 | 最佳男主角           | 《誘僧》     | 提名 |
| 1994 | 第13屆香港電影金像獎 | 最佳新演員           | 《誘僧》     | 獲獎 |
| 2021 | 第32屆傳藝金曲獎     | 戲曲表演類最佳演員獎 | 《李爾在此》 | 提名 |